# 佛山地铁
佛山地铁是中國广东省佛山市的城市轨道交通系统。佛山是继广州及深圳后第三个拥有地铁系统的广东省城市，同时也是全国第一个拥有地铁的非副省级地级市。
由广州和佛山共同投资建设的广佛线于2010年开通，而佛山方自主建设及运营的2号线及3号线则分别于2021年12月28日和2022年12月28日开通。此外，佛山地铁还有2条线路正在建设，2条线路已被纳入近期规划。预计待近期规划项目落实后，佛山地铁线网里程可达到260公里。

## 歷史

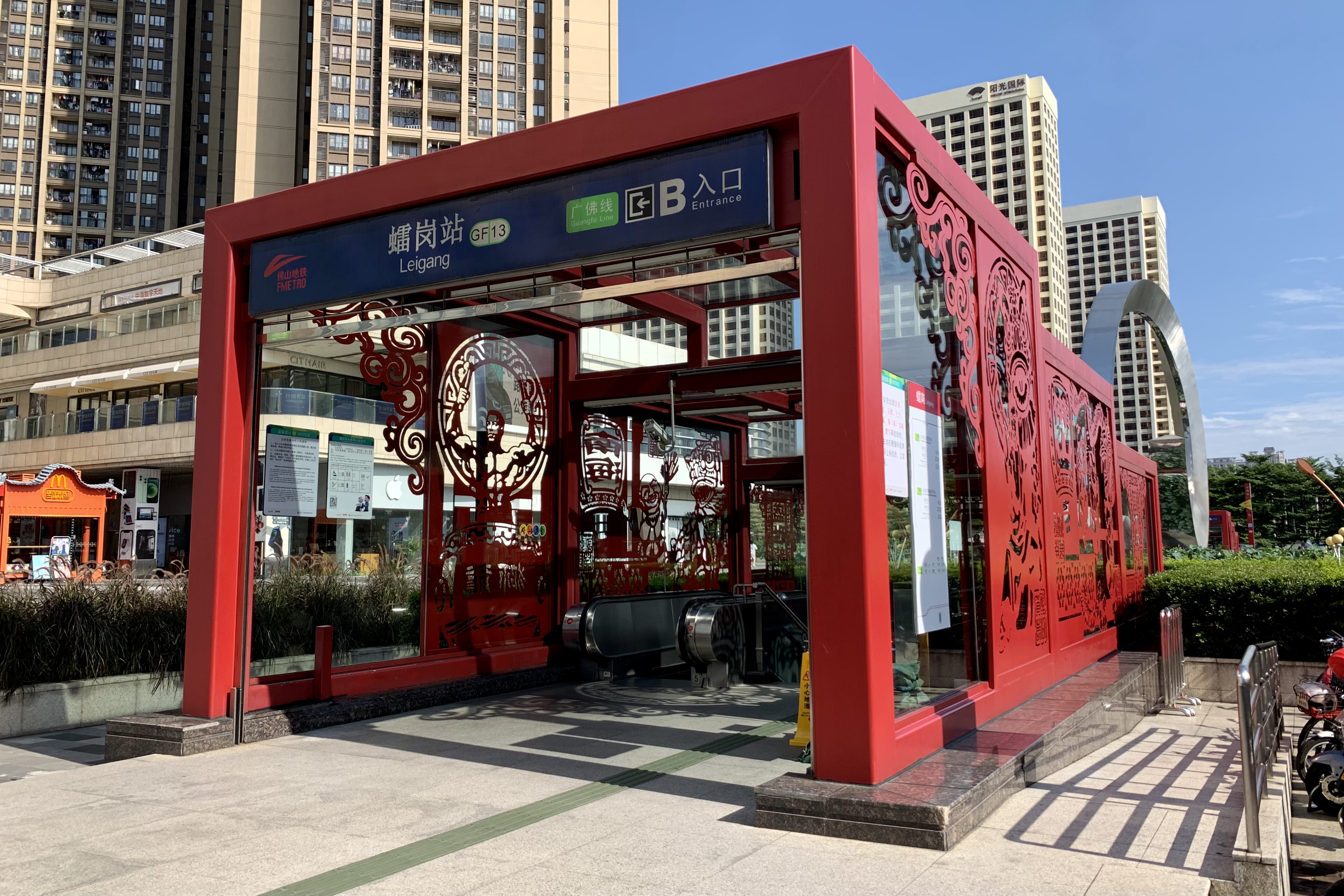
𧒽岗站出口

2002年10月11日，广佛地铁试验段建设启动。
2009年，佛山铁路投资建设集团的前身“佛山市轨道交通发展有限公司”成立，并推出“佛山地铁”企业形象系统。
2010年11月3日，广佛地铁魁奇路站至广州西朗站（现西塱站）通車。
2012年9月，国家发展改革委印发了《佛山市城市轨道交通近期建设规划（2011～2018年）》，包括2号线一期和3号线，长约102.2公里。
广佛地铁西朗站（现西塱站）至沥滘站的後通段，广佛地铁公司总经理钟铨表示由于沥滘站的拆迁问题未能解决，故决定把西朗站（现西塱站）至燕岗站一段于2015年12月28日正式通车，先行试运营。
2016年12月28日，广佛地铁二期新城東站至魁奇路站通車試運營。
2018年12月28日，广佛地铁首期剩余段沥滘站至燕崗站通車試運營，至此，广佛地铁首期及二期全线通车。
2019年12月30日，高明区现代有轨电车示范线正式开通运营，这是首条由佛山铁路投资建设集团独立运营的线路。
2021年1月7日，《佛山市城市轨道交通第二期建设规划（2021-2026）》获国家发展改革委批复，包括4号线一期、11号线、2号线二期等3个项目，总长度115.8公里。
2021年8月18日，南海有轨电车1号线首通段（𧒽岗至三山新城北）开通运营。
2021年12月28日，佛山地铁2号线一期南庄站至广州南站通車試運營。
2022年8月8日，佛山地铁运营主管企业“佛山市铁路投资建设集团有限公司”正式更名为“佛山市地铁集团有限公司”。
2022年11月29日，南海有轨电车1号线后通段（三山新城北至林岳东）开通运营。
2022年12月28日，佛山地铁3号线首通段（镇安至顺德学院站）正式开通运营。
2024年8月23日，三号线后通段（中山公园至镇安、佛山大学至联和段）开通运营。

## 标识
佛山地铁标志造型像一辆飞速的红色列车，将广泛运用于佛山境内的地铁站、地铁出入口、部分地铁车辆及佛山轨道交通未来的路线。
集團聲稱，该标识创意源于列车和英文字母“F”两项视觉元素，这辆红色的飞速列车，既直观展现了佛山铁路投资建设集团的产业特性，也喻示着轨道交通建设承载佛山人的梦想。而标识图形是“Foshan（佛山）”、“Fortune（财富）”的首个字母“F”的艺术变形，且与“Victory（胜利）”的首个字母“V”形暗合，既表明佛山地铁的地域特征，也象征佛山铁投集团不断实现国有资产的保值、增值及相关利益各方的合作共赢。
此外，该标识图形与英文简称分别采用了红、蓝两种色彩，“佛铁红”象征创造的激情和前景的辉煌，“佛铁蓝”象征投资的理性从容与建设营运的安全稳健。

## 运营路线
截至目前，佛山地铁共有3条营运路线，总长为112.06公里，共61座车站。均为常规中重型铁路。
| 佛山及广州轨道交通线路 |        |                |                      |            |            |        |        |          |                                  |              |
| 线路                   | 线路   | 首段开通时间   | 区间                 | 长度（km） | 长度（km） | 车站数 | 车站数 | 列车编组 | 车辆基地                         | 控制中心     |
| 线路                   | 线路   | 首段开通时间   | 区间                 | 佛山段     | 广州段     | 佛山段 | 广州段 | 列车编组 | 车辆基地                         | 控制中心     |
|                        | 广佛线 | 2010年11月3日  | 新城东－沥滘         | 21.5       | 18.1       | 15     | 10     | 4B       | 夏南车辆段                       | 夏南控制中心 |
| 39.6                   | 39.6   | 2010年11月3日  | 新城东－沥滘         | 25         | 25         |        |        | 4B       | 夏南车辆段                       | 夏南控制中心 |
|                        | 2号线  | 2021年12月28日 | 南庄－广州南站       | 31         | 1.3        | 16     | 1      | 6B       | 湖涌停车场 林岳车辆段            | 湾华控制中心 |
| 32.3                   | 32.3   | 2021年12月28日 | 南庄－广州南站       | 17         | 17         |        |        | 6B       | 湖涌停车场 林岳车辆段            | 湾华控制中心 |
|                        | 3号线  | 2022年12月28日 | 中山公园－顺德学院站 | 45.7       | 0          | 26     | 0      | 6B       | 狮山车辆段 北滘停车场 逢沙停车场 | 湾华控制中心 |
| 佛山大学 - 联和        | 3号线  | 2022年12月28日 | 16.4                 | 0          | 9          | 0      |        | 6B       | 狮山车辆段 北滘停车场 逢沙停车场 | 湾华控制中心 |
|                        | 3号线  | 2022年12月28日 | 62.1                 | 62.1       | 35         | 35     |        | 6B       | 狮山车辆段 北滘停车场 逢沙停车场 | 湾华控制中心 |
| 总计                   | 总计   | 总计           | 总计                 | 134.0      | 134.0      | 77     | 77     |          |                                  |              |

## 设施

### 车站
目前，佛山地铁共设有77座车站。大部分车站为地下車站，其中2号线的林岳西、石洲、仙涌，3号线的广教、伦教、佛山大学为高架车站。站台形式多数采用岛式站台或侧式站台。部分换乘站则会采用两线共用的双岛式站台、岛式叠式站台、三岛式站台以及西班牙式站台等设计。此外亦有地下车站的站厅设在地面。
佛山地铁及广佛线的地下车站出入口均会采用“玻璃盒”的设计。广佛线的不同站点会根据其文化历史特点，使用不同的剪纸图案进行装饰，颇具特色；佛山地铁线路则使用普通的窗花图案。

#### 换乘站
目前佛山地铁线网境内换乘车站有5个，均为两线换乘。其中，𧒽岗站和林岳西站均可换乘南海有轨电车1号线，其中林岳西站无需出闸即可相互换乘。
| 车站     | 路线1 | 路线2 | 换乘方式           |
| -------- | ----- | ----- | ------------------ |
| 魁奇路   | 广佛  | 2     | 节点换乘           |
| 东平     | 广佛  | 3     | 节点换乘           |
| 桂城     | 广佛  | 3     | 节点换乘、站厅换乘 |
| 湾华     | 2     | 3     | 节点换乘、站厅换乘 |
| 北滘公园 | 3     | G7    | 、站廳換乘         |

### 列车
目前，佛山地铁全线（包括广佛线）总共有124列地铁列车，皆为B型车。
| 线路                                                                               | 名稱                | 制造商型号 | 运营编号 | 數量 | 編組 | 製造             | 製造年份  |
| ---------------------------------------------------------------------------------- | ------------------- | ---------- | -------- | ---- | ---- | ---------------- | --------- |
| 广佛线                                                                             | 廣佛地鐵列車[1]     | DKZ29      | B3       | 27列 | 4B   | 北車長客         | 2009-2011 |
| 广佛线                                                                             | 广佛地铁二期列车    | SFM27      | B3-I     | 6列  | 4B   | 中車四方         | 2015      |
| 广佛线                                                                             | 广佛地铁增购列车[1] | SFM77      | 无       | 18列 | 4B   | 中車四方（高明） | 2019-2020 |
| 2号线                                                                              | 佛山地铁二号线列车  | SFM53      | 无       | 25列 | 6B   | 中車四方（高明） | 2019-2021 |
| 3号线                                                                              | 佛山地铁三号线列车  | SFM105     | 无       | 48列 | 6B   | 中車四方（高明） | 2021-2024 |
| 註釋                                                                               |                     |            |          |      |      |                  |           |
| - 1 列车归属于广东广佛轨道交通有限公司，为统计方便，已经算入佛山地铁的列车总数中。 |                     |            |          |      |      |                  |           |

## 运营与服务

### 运营机构
目前，佛山地铁2号线、3号线由佛山市地铁集团有限公司运营事业总部负责运营。广佛线则由廣州地鐵集團運營事業總部運營一中心車務一部负责运营。

### 票务
佛山地铁的票务规则和票卡种类除适用于本市地铁线路外，还适用于广州地铁线路以及两地部分有轨电车线路。与广州地铁类似，佛山地铁也设置了270分钟搭乘地铁的时限，超过最高时限时最高票价为7元。
佛山地铁可使用常规单程票、广佛通、乘車碼等方式乘车。

### 广播
一般情况下，佛山地鐵的广播語言依次為普通話、粤语和英語。与广州地铁一样，普通话和粤语广播由广东广播电视台主持人周咏（女声）和独立音乐人李喆（男声）负责，英语广播由美籍配音演员白兰负责。
佛山地铁的目的地的廣播则会以：“本次列車終點站為XX”、“The destination of the train is XX.”进行播报。車廂內報站語言以普粤英的顺序依次報站完畢後，会使用普通话介紹站點附近的道路、地方、机构、建築物（部分由商家赞助）。佛山地铁运营的线路广播在其后面会有普粤英顺序的乘车指引，以及“列車即將到達XX站”等广播信息。

## 未来发展

### 近期规划
| 佛山及广州近期规划轨道交通线路（地铁、城际铁路、有轨电车） |        |                    |                                          |            |            |        |        |          |          |          |          |
| 在建线路（段）                                             |        |                    |                                          |            |            |        |        |          |          |          |          |
| 线路                                                       | 线路   | 线路段             | 区间                                     | 长度（km） | 长度（km） | 车站数 | 车站数 | 列车编组 | 当前状态 | 預計開通 | 預計開通 |
|                                                            | 3号线  | 新建及未開通车站   | （中山公園－）敦厚－佛山高铁站（－聯和） | 3.97       | 3.97       | 2      | 2      | 6B       | 建设中   | 敦厚     | 2025年   |
| 佛山高铁站                                                 | 3号线  | 新建及未開通车站   | （中山公園－）敦厚－佛山高铁站（－聯和） | 3.97       | 3.97       | 2      | 2      | 6B       | 建设中   | 2026年   |          |
| 待建段                                                     | 3号线  | 顺德学院站－顺德港 | 2.88                                     | 2.88       | 1          | 1      | 待动工 | 6B       | 待定     | 待定     |          |
|                                                            | 4号线  | 一期               | 北江大道－港口路                         | 55.22      | 55.22      | 33     | 33     | 6B       | 建设中   | 2029年   | 2029年   |
| 已获国家发改委批复的待建线路（段）                         |        |                    |                                          |            |            |        |        |          |          |          |          |
| 路线                                                       | 路线   | 线路段             | 区间                                     | 长度(km)   | 长度(km)   | 车站数 | 车站数 | 列车编组 | 当前状态 | 預計開通 | 預計開通 |
| 路线                                                       | 路线   | 线路段             | 区间                                     | 佛山段     | 广州段     | 佛山段 | 广州段 | 列车编组 | 当前状态 | 預計開通 | 預計開通 |
|                                                            | 2号线  | 二期               | 西安－南庄                               | 23.5       | 0          | 10     | 0      | 6B       | 规划中   | 待定     | 待定     |
|                                                            | 11号线 | 一期               | 细滘－鹤洞东                             | 35.6       | 4          | 18     | 3      | 6B       | 规划中   | 待定     | 待定     |

### 远期规划及城际衔接
根据佛山当局在2024年10月对外公示的《佛山市城市轨道交通线网规划修编》，规划远期（2035年）轨道线网共16条、484km，远景（2050年）轨道线网共22条、786km。
| 线路         | 线路             | 等级         | 佛山境内远期规划（2035） | 佛山境内远期规划（2035）      | 佛山境内远景规划（2050） | 佛山境内远景规划（2050）      |
| 线路         | 线路             | 等级         | 长度 (km)                | 起讫站                        | 长度 (km)                | 起讫站                        |
| ------------ | ---------------- | ------------ | ------------------------ | ----------------------------- | ------------------------ | ----------------------------- |
|              | 1号线 （广佛线） | 局域线       | 24.5                     | 北围新城－金融高新區（→广州） | 24.5                     | 北围新城－金融高新区（→广州） |
|              | 2号线            | 市域快线     | 58.7                     | 高明站－广州南站              | 58.7                     | 高明站－广州南站              |
|              | 3号线            | 市域快线     | 69.5                     | 顺德港－佛山大学              | 69.5                     | 顺德港－佛山大学              |
|              | 4号线            | 市域快线     | 56.4                     | 大塱山－港口路（→广州）       | 56.4                     | 大塱山－港口路（→广州）       |
|              | 5号线            | 市域快线     | 50.2                     | 九江－建设大道（→广州）       | 50.2                     | 九江－建设大道（→广州）       |
|              | 6号线            | 市域快线     | 44.9                     | 环镇西路－白塔（→广州）       | 44.9                     | 环镇西路－白塔（→广州）       |
|              | 7号线            | 市域快线     | 29.8                     | 南庄醒群－南海站（→广州）     | 29.8                     | 南庄醒群－南海站（→广州）     |
|              | 8号线            | 局域线       | 23.7                     | 狮山城际站－滘边村（→广州）   | 45                       | 白坭－滘边村（→广州）         |
|              | 9号线            | 区域快线     | 不適用                   | 不適用                        | 74                       | 更合－文华公园                |
|              | 10号线           | 局域线       | 不適用                   | 不適用                        | 43.5                     | 狮山工业园－陈村（→广州）     |
|              | 11号线           | 市域快线     | 36                       | 细滘－三山新城（→广州）       | 36                       | 细滘－三山新城（→广州）       |
|              | 12号线           | 局域线       | 不適用                   | 不適用                        | 42.3                     | 云东海站－贤鲁岛（→广州）     |
|              | 13号线           | 局域线       | 18.9                     | 新基北路－容桂城际站          | 25.2                     | 常教－容桂城际站              |
|              | 14号线           | 局域线       | 不適用                   | 不適用                        | 42                       | 碧江南－佛山西站              |
|              | 15号线           | 局域线       | 不適用                   | 不適用                        | 34.6                     | 官窑－平胜                    |
| 佛山各线合计 | 佛山各线合计     | 佛山各线合计 | 412.6                    |                               | 677.1                    |                               |
|              | 广州7号线        | 局域线       | 11.8                     | 美的大道－陳村北（→广州）     | 11.8                     | 美的大道－陈村北（→广州）     |
|              | 广州10号线       | 局域线       | 16.8                     | 大江－平洲公园（→广州）       | 16.8                     | 大江－平洲公园（→广州）       |
|              | 广州17号线       | 区域快线     | 不適用                   | 不適用                        | 19.3                     | 龙海路－顺德站（→广州）       |
|              | 广州19号线       | 局域线       | 17.5                     | 高村－三山新城（→广州）       | 17.5                     | 高村－三山新城（→广州）       |
|              | 广州26号线       | 市域快线     | 11.3                     | 马岗－顺德学院（→广州）       | 11.3                     | 马岗－顺德学院（→广州）       |
|              | 广州32号线       | 市域快线     | 5.4                      | 南国路－顺德一中（→广州）     | 15.6                     | 杏坛－顺德一中（→广州）       |
|              | 广州33号线       | 局域线       | 8.6                      | 龙海路－容桂城际站（→广州）   | 16.3                     | 龙海路－容桂东（→广州）       |
| 广州各线合计 | 广州各线合计     | 广州各线合计 | 71.4                     |                               | 108.6                    |                               |
| 总计         | 总计             | 总计         | 484                      |                               | 786                      |                               |

在廣佛同城的大背景下，為更好實現兩市軌道交通的無縫銜接，實現兩市軌道交通「一張網，一張票」的構想，廣佛兩市於2016年4月共同完成兩市軌道交通線網銜接的規劃。此外，中山市亦规划与佛山地铁线网联通。

## 外部連結
- 官方网站